# Nyékládháza
Nyékládháza is een plaats (város) en gemeente in het Hongaarse comitaat Borsod-Abaúj-Zemplén. Nyékládháza telt 5108 inwoners (2006).